# 歐芮
歐芮（德語：Birgitt Ory，1964年—），德國外交官，呂北克人，是德國在台協會第4代處長及首位女性處長，亦歷經德國外交部國際經濟處長及東南亞太平洋處長等職，2019年起出任德國駐奈及利亞大使。

## 早年生涯
歐大使早年就讀霍爾斯泰因地區諾伊斯塔特地區高中，1983年畢業，其後於1984年至1989年間進入慕尼黑大學，攻讀政治科學、傳播學及德語文學，獲得碩士學位及拉丁文學位榮譽。

## 外交生涯
1990年至1992年，歐芮在德國外交部波昂舊本部接受專員訓練，1991年至1992年前往法國，先後於國家行政學院和巴黎奧塞碼頭（法國外交部等中樞機構所在地）進修，1992年至1993年重回波昂，進外交部經濟暨人道救援處（Referat Wirtschaft und Humanitäre Hilfe）工作，1993年至1995年前往德國駐柬埔寨大使館擔任副大使，1995年至1998年回到波昂外交部本部，任職於管理幕僚司（Leitungsstab），1998年—2001年派赴美國紐約市之德國常駐聯合國代表處負責安理會及非洲業務，2001年—2004年轉調至德國聯邦總統府外交政策處工作，2004年—2008年改至外交部柏林本部，任亞洲多邊合作處處長。2008年前往台灣擔任德國在台協會處長，直至2011年屆滿離台。其後，他於2011年至2016年擔任長達5年的外交部柏林本部東南亞暨太平洋處處長，2016年至2018年轉任國際經濟關係處長，其後又擔任外交部國務部長蜜雪兒·明特費林的辦公室主任直至2019年。同年9月，她正式出任德國駐奈及利亞大使。